# Cees Hamelink

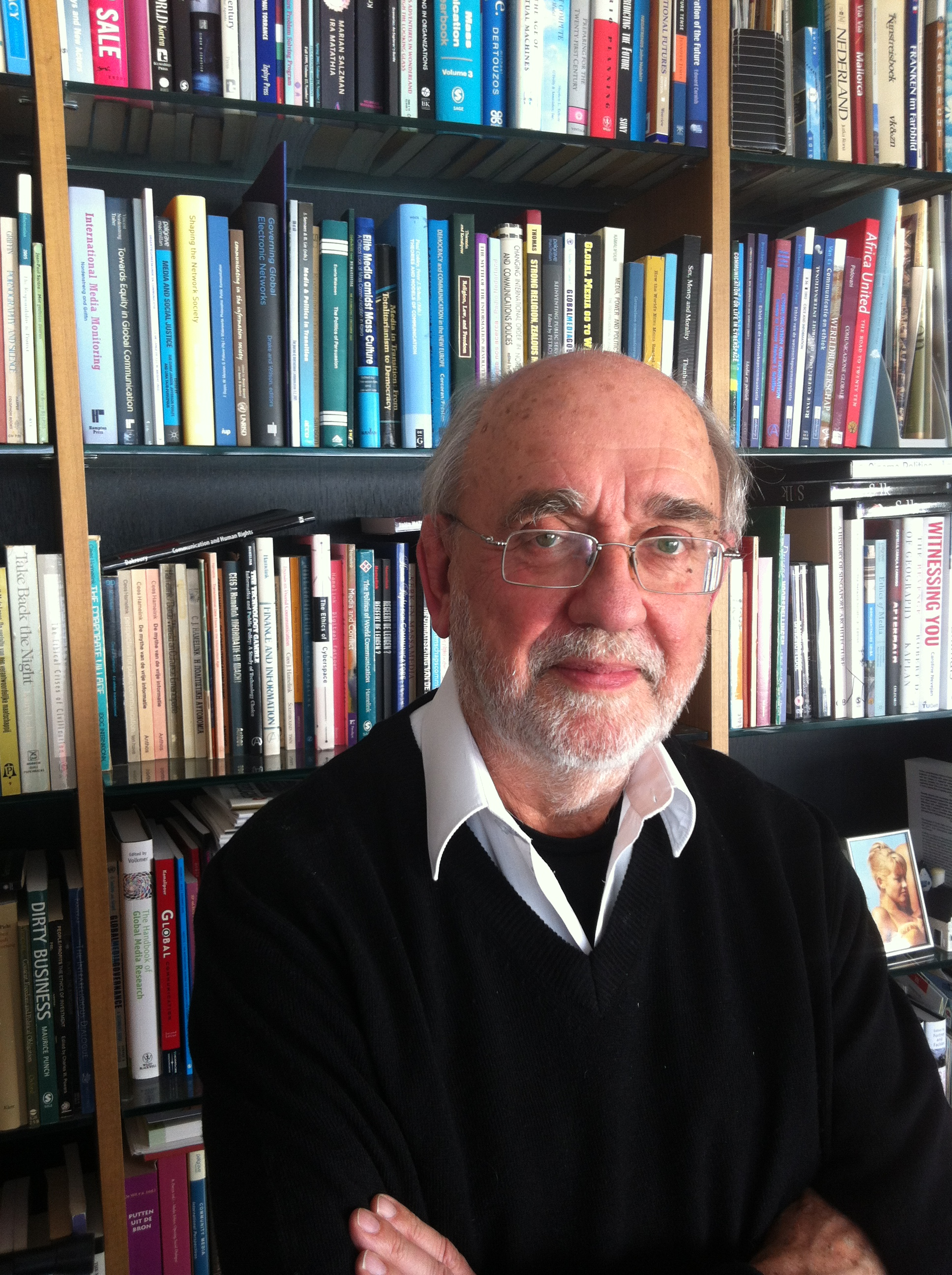
Cees Hamelink

Cees Jan Hamelink (* 14. September 1940 in Rotterdam) ist ein emeritierter Professor für Internationale Kommunikation an der Universität von Amsterdam sowie Professor für Medien, Religion und Kultur an der Freien Universität Amsterdam.

## Leben
Cees Hamelink studierte Theologie und klinische Psychologie an der Universität Amsterdam, wo er 1975 promovierte. Im Laufe seiner akademischen Karriere war er Professor für Internationale Kommunikation an der Universität Amsterdam, Professor für Management von Information und Wissen für nachhaltige Entwicklung an der Universität Aruba und Athena-Professor für Menschenrechte und Public Health an der Vrije Universiteit Amsterdam.
Hamelink war Gastdozent in über 40 Ländern und arbeitete als Berater für zahlreiche internationale Organisationen, darunter die UNESCO, das Internationale Rote Kreuz, die World Association for Christian Communication und das United Nations Research Institute for Social Development (UNRISD). Er gründete die People’s Communication Charter und war Präsident der International Association for Media and Communication Research (IAMCR), deren Ehrenpräsident er heute ist. Darüber hinaus ist er Präsident der Rescue Our Future Foundation.
Für seine wissenschaftlichen und gesellschaftlichen Verdienste erhielt Hamelink zahlreiche Auszeichnungen, darunter Lebenswerkpreise der International Communication Association, der World Association for Christian Communication und der University of Queensland.
Neben seiner wissenschaftlichen Tätigkeit ist Hamelink auch als Jazzmusiker aktiv und veröffentlichte mehrere CDs.

## Forschung
Cees Hamelinks Forschungsschwerpunkte liegen in den Bereichen internationale Kommunikation, Menschenrechte, Medienethik, politische Ökonomie der Kommunikation sowie Informations- und Wissensmanagement für nachhaltige Entwicklung. Er setzte sich früh für das „Recht auf Kommunikation“ als universelles Menschenrecht ein und war einer der ersten, die den Begriff „Informationskompetenz“ außerhalb der USA aufgriffen, inspiriert von Paulo Freire.
Hamelink analysierte kritisch die Rolle der Medien in gesellschaftlichen Konflikten und thematisierte die ethische Verantwortung von Medien in der globalisierten Welt. Seine Arbeiten verbinden wissenschaftliche Analyse mit politischem Engagement und haben die internationale Kommunikationsforschung maßgeblich beeinflusst.

## Schriften (Auswahl)
Hamelink ist Autor von über 17 Monographien über Kultur, Kommunikation, Menschenrechte und Ethik.
- The technology gamble. Informatics and public policy.  Ablex Pub. Corp., Norwood, N.J., 1988, ISBN 0893914789.
- The politics of world communication : a human rights perspective. Sage Publications, Calif. u. a., 1994, ISBN 0803978227.
- The Ethics of Cyberspace. Sage Publications, London u. a. 2000, ISBN 0-7619-6668-4.
- Human rights for communicators. Hampton Press, Cresskill, N.J., 2004, ISBN 1572735686.
- Media and conflict. Escalating evil. Paradigm Publishers, Boulder, Colorado, 2011, ISBN 9781594516436.